# Jambai
Jambai es una ciudad y nagar Panchayat situada en el distrito de Erode en el estado de Tamil Nadu (India). Su población es de 16522 habitantes (2011).

## Demografía
Según el censo de 2011 la población de Jambai era de 16522 habitantes, de los cuales 8330 eran hombres y 8192 eran mujeres. Jambai tiene una tasa media de alfabetización del 65,89%, inferior a la media estatal del 80,09%: la alfabetización masculina es del 74,84%, y la alfabetización femenina del 56,83%.